# Chigorodó Airport
Chigorodó Airport är en flygplats i Colombia.   Den ligger i departementet Antioquía, i den nordvästra delen av landet, 400 km nordväst om huvudstaden Bogotá. Chigorodó Airport ligger 29 meter över havet.
Terrängen runt Chigorodó Airport är platt, och sluttar västerut. Runt Chigorodó Airport är det ganska tätbefolkat, med 72 invånare per kvadratkilometer. Närmaste större samhälle är Chigorodó, 1,7 km söder om Chigorodó Airport. Omgivningarna runt Chigorodó Airport är en mosaik av jordbruksmark och naturlig växtlighet.